# St. Maria Hilfe der Christen (Borlinghausen)
| St. Maria Hilfe der Christen (Borlinghausen) |                          |
|                                              |                          |
| Gesamtansicht                                |                          |
| Ort                                          | Borlinghausen            |
| Konfession                                   | römisch-katholisch       |
| Diözese                                      | Paderborn                |
| Patrozinium                                  | Maria Hilfe der Christen |
| Baujahr                                      | 1869                     |
| Bautyp                                       | Saalkirche               |
| Funktion                                     | Pfarrkirche              |

Die katholische Pfarrkirche St. Maria Hilfe der Christen (St. Maria auxilium Christianorum) ist ein denkmalgeschütztes Kirchengebäude in Borlinghausen, einem Ortsteil von Willebadessen im Kreis Höxter (Nordrhein-Westfalen).

## Geschichte
Der katholische Freiherr Oswald von Wendt wurde 1860 Besitzer von Gut und Schloss Borlinghausen. Er war auch Bauherr der Kirche, die allein auf seine Kosten gebaut wurde. Er duldete weder die finanzielle Beteiligung der Borlinghauser Einwohner noch deren Hand- und Spanndienste.
Die Kirche wurde von 1869 bis 1872 nach Plänen des Dombaumeisters Arnold Güldenpfennig aus Paderborn errichtet. Bischof Konrad Martin konsekrierte die Kirche am 15. Oktober 1872.
Nach dem Tod des Freiherrn von Wendt 1877 ging das Eigentum durch Heirat an den Grafen Franz zu Stolberg-Stolberg über. Er bezahlte den Geistlichen und gewährte ihm Wohnung und Unterhalt. Für die Kirche bezahlte er die notwendigen Kultuskosten. Zwischen der Gemeinde und dem Grafen fand ein jahrelanger Prozess statt, nach dessen Ende der Gemeinde das Eigentum an der Kirche zuerkannt wurde. Mit Urkunde des Bischofs Wilhelm Schneider vom 9. Mai 1908 wurde die Gemeinde zur Filialkirchengemeinde mit eigener Vermögensverwaltung erhoben.
Am 1. April 1924 wurde Borlinghausen mit allen Rechten und Pflichten eines selbständigen Seelsorgebezirkes zur Pfarrvikarie erhoben.

## Architektur
Die Steine für den Bau wurden in einem Steinbruch am Alsterberg gewonnen. Das Gebäude in neugotischen Formen bestand aus einem Langhaus zu drei Jochen mit Kreuzgratgewölben und einem schmalen Chor. An der Südseite stand eine Loge für die Familie von Wendt, deren Wappen über dem Portal zu sehen ist.
Im ersten Drittel des 20. Jahrhunderts bekam die Kirche eine Ausmalung des Innenraumes und elektrisches Licht. Unter den Bänken wurde ein Holzfußboden verlegt. Im Zweiten Weltkrieg nahm das Gebäude Schaden, der nach dem Krieg repariert wurde, gleichzeitig wurden im Chorbereich Buntglasfenster eingebaut. Der Malermeister Töpfer aus Löwen malte 1953 den Innenraum aus. Eine Erweiterung um ein Joch, ebenfalls in neugotischen Formen, wurde 1963 nach Plänen des Architekten Aloys Dietrich vorgenommen. 
Im Innenraum wurde eine Empore eingebaut. Aus den vorhandenen Werksteinen wurde nach altem Muster an neuer Stelle die Portalwand gemauert. Die flächigen Mauern und das schlichte Walmdach deuten auf die Entstehung im 20. Jahrhundert hin. Ein Anbau in zeitgenössischer Form nimmt die Sakristei und die Seitenkapelle auf.
Der Turm ist 30 Meter hoch. 

## Ausstattung
- Die zahlreichen Steinbilder wurden von zwei Klosterbrüdern angefertigt.[5]
- Der Graf Franz zu Stolberg-Stolberg schaffte zum Ende des 19. Jahrhunderts ein Harmonium, neue Paramente und Kirchengeräte an. Außerdem ließ er eine Orgelempore bauen.[6]
- Klemens Reichsfreiherr von Weichs stiftete 1926 eine ältere Orgel aus dem Schloss Bladenhorst, die das Harmonium ersetzte. Dieses Instrument ersetzte die Orgelbaufirma Steigerhoff aus Paderborn 1953 durch ein neues, das bis 1997 in Gebrauch war. Eine neue Orgel erhielt die Kirche 1997.
- Ein elektrisches Geläut und eine elektrische Turmuhr wurden nach dem Ende des Zweiten Weltkriegs eingebaut.